# Hyalin
Hyalin är en kroppsvätska som förekommer vid sjuklig nedbrytning av kroppsvävnad, och normalt också i hyalint brosk. Hyalin påminner om glas, varav dess namn som är bildat av grekiskans hyalos, 'glas'. Det är bildat av albumin vid nedbrytning av amyloid. Hyalin kan påträffas vid flera sklerotiska sjukdomar.